# We Got Hood Love
"We Got Hood Love" é uma canção da norte-americana cantora de R&B Mary J. Blige e o cantor Trey Songz. Será lançado como terceiro single dos E.U.A do seu nono álbum de estúdio Stronger with Each Tear. A canção foi cantada originalmente com Blige & Johnta Austin.

## Vídeo Musical
Um vídeo foi filmado com Mary J. Blige e o jogador de futebol George Wilson, em Miami, quando Trey Songz fez suas cenas em um apartamento na Cidade de Nova York. O vídeo foi lançado em Maio e agora se concentra em três casais que personificam a definição de "Hood Love". Chris Robinson dirigiu o vídeo para a canção. O vídeo, que embora fosse originalmente programado para estrear em 10 de maio de 2010 através do Vevo,  na verdade, apareceu no Rap-Up em 6 de Maio de 2010.

## Desempenho nas Paradas
| Parada (2010)                        | Posição |
| ------------------------------------ | ------- |
| US Hot R&B/Hip-Hop Songs (Billboard) | 25      |

## Chegada as Rádios
| País           | Formato  | Data                |
| -------------- | -------- | ------------------- |
| Estados Unidos | Urban AC | 30 de Março de 2010 |
| Estados Unidos | Urban    | 20 de Abril de 2010 |